# Socioplana
Socioplana là một chi bướm đêm thuộc phân họ Tortricinae của họ Tortricidae. Và Đã được phát hiện lần đầu tiên vào năm 1899 tại tiểu bang California, Hoa Kỳ.

## Các loài
- Socioplana idicopoda Diakonoff, 1983